# Омбо Мойноков
Омбо Мойноков (Боинеков, Зайсан Омбо, с алт. Омбо-Јайзан) - зайсан Канского отока.
В 1755—1756 гг., во время сопротивления ойратов маньчжурским захватчикам, поддерживал Хунтайджи Дабачи , возглавил ополчение алтайских племен против войск цинского богдыхана, в феврале 1756 г. не пропустил через свои владения цинское посольство к казахскому султану Аблаю. Ранее этого, в январе 1756 г., от имени всех алтайских этнических объединений Омбо просил императрицу Елизавету Петровну принять их в русское подданство, просьба была удовлетворена в мае 1756 г.
Омбо имел довольно высокий статус. Ему напрямую подчинялись, помимо земель Алтая, так же регионы Западной Тувы и др близлежащие территории

## Деятельность
Сын уктуу (кровного, потомственного) Зайсана Мойно(к), родился у реки Кан. Его владениями считались Верховья Чарыша, реки Кан, Ябоган, Кенгинское озеро
В Джунгарии 1745 г умирает Галдан-Церен (алт Калдан-Черу) и с этого дня началась внутренняя борьба за трон.
Сам Омбо был сторонником Дабачи и всячески поддерживал его.
Из-за того, что Дабачи не выполнил обещание перед Амыр-Саной, а именно передача Теленгутских (Алтайских)земель, последний начинает против него вооруженную борьбу
После поражения, Амыр-Сана решает бежать в Китай через земли Омбы. Прознав об этом Омбо встречает отряд Амыр-Саны и разбивает его. Амыр-Сана чудом сумел сбежать

Вахмистр Беседнов, ездивший весной 1754 года в ставку зайсана Омбо в Кан, сообщал, что:
«Зайсаны Алтайские уезжали на помощь к Даваци-Хану»
и возвратились в августе того же года
«И привезли ево Амырсанаеву жену и детей, а многие в полон, взяты, а сам де он амырсанай, ушел в семи зайсангах в мунгалскую сторону»
Амыр-Саана не простил этого алтайским князьям и постарался с помощью Цинов отомстить им.
Амыр-Сана бежал через Телецкое озеро, Кобдо в Халху. Там он явился к цинским властям и заявил о своем желании служить Цинской династии. Его отправили в Пекин. При дворе Амыр-Сану встретили с большой радостью. Император пожаловал ему титул князя первой степени и обещал помощь в овладении джунгарским троном. Цинская империя увидела в Амыр-Сане удобное орудие в борьбе за осуществление своей заветной цели — уничтожение Джунгарского ханства.
Омбо, почувствовав угрозу захвата цинскими войсками переселился во второй половине 1754 года в южные районы Горного Алтая — верховья Чуи и Катуни. Летом этого же года цинские войска вслед за беглецами пришли сюда. Лишь небольшую часть алтайцев (445 человек) им удалось «привести в покорность». Большинство отказалось принять подданство и вернуться на покинутые кочевья. В ответ на это завоеватели увели с собой молодых алтайцев, перебив пожилых и больных.
Чтобы воспрепятствовать продвижению китайских войск вглубь Алтая, местные зайсаны направили в верховья Чуи свои военные отряды. К примеру, отряд, сформированный зайсаном Омбой, привел сюда его «пасынок, демичи Самыр». Прибывшие воины выставили «общий заслон» в 500 чел. Он-то и преградил китайцам путь из Чуйской котловины к берегам Катуни. Но этого было явно недостаточно, чтобы остановить наступление маньчжурских войск. Поэтому «кобдинские» зайсаны, в частности Чадак, Чулун и другие, сразу же переселили (избегая пленения) своих людей в Чуйскую котловину и в долину р. Аргут. Их же «коллега» — Тубшин — «обезопасился» более надежно: он перевалил горный перевал и ушел на «житье» в бассейн Иртыша [1. С. 31]
Но не смотря на это Маньчжурские войска двигались от одного рубежа к другому, маньчжуры заполонили вскоре юго-восточные районы Горного Алтая, «чиня всюду грабеж и насилие», по-прежнему склоняя алтайцев к принятию китайского подданства. В этой ситуации Омбо и другие зайсаны собираются в марте 1755 г. в ставке Намыкая Ма-лаева (в долине р. Ело) на совет для обсуждения вопроса: как отразить цинскую агрессию. После жарких споров было принято решение о формировании во владениях зайсана Намыкая общеалтайского ополчения [2. С. 101]. Но, потерпев ряд поражений, алтайское ополчение развалилось
Разгромив Джунгарское ханство, маньчжуры вновь начинают готовиться к походу в Горный Алтай. Однако в сентябре 1755 г. против них восстал Амурсана, потерявший всякую надежду стать с их помощью ханом единой Джунгарии. Но это не способствовало объединению: Омбо продолжал борьбу с отрядами Амурсаны (в районе Телецкого озера, на Катуни и Семе) [5. С. 113—114]. Она прекратилась лишь в октябре, когда отряды Амурсаны ушли в Джунгарию, опасаясь действий крупного китайского «войска».
Учитывая настойчивые притязания китайцев на взятие жителей Альая в Цин, Омбо вместе с другими зайсанами собирается на совет на р. Кайрлук. Помимо Омбо там присутствовали: зайсан Бокол-Боохол — (от Урянхайской), зайсаны Кутук, Буктуш, Брут (Бурут) — от Телеутской, зайсан Намчикай (Номичкай) — от Саянской-Амзына, зайсан Кочерен (от Телецкой волости)" и др. Кайрлукский съезд постановил: ".обратиться к русским властям о приеме алтайских зайсанов с их подданными в «русскую протекцию» [4. Л. 179-180об.]. Такое прошение от имени 13 алтайских зайсанов поступило в январе 1756 г. и в Бийскую крепость, а от зайсана Омбы и других — в Чагырскую крепость [4. Л. 213, 217]. Такого рода прошения поступали русским властям от алтайцев и в дальнейшем. Так, в феврале они были получены капитаном Таракановским от представителей Каракольской волости, а также командующим Колывано-Кузнецкой военной линией полковником Дегарригой — от имени 12 алтайских зайсанов, под властью «коих имелось свыше 1 500 юрт» [2. С. 102]. В разгар этих дипломатических сношений в Горный Алтай вновь вторгаются цинские войска.
В этой ситуации зайсан Омбо предпринимает решительный шаг: он направляет свое прошение прямо императрице. «Ныне, за долговременным незвятием нас в Россию, — писал он, — многие зайсаны взяты мунгалами (китайцами. — Н.М.) в свою землицу вместе с женами и детьми», а посему, чтобы уберечь себя, — просил зайсан, — «возьмите нас в свою протекцию» [4. Л. 179]. Аналогичное прошение направляют зайсаны и в Коллегию иностранных дел [4. Л. 283]. Послав свои прошения, алтайцы, ещё не зная, какой ответ будет получен на них, ища защиты «от мунгаль-ского избиения», начинают самовольно прикочевывать к русским крепостям и селятся около них. Об этом доложили весной 1756 г. в Томск начальники Чагырской, Усть-Каменогорской и других крепостей [3. С. 92]. Взвесив все «за» и «против», русское правительство идет на прием алтайских кочевников в свою «протекцию». Это решение было «Высочайше» закреплено 2 мая 1756 г. [4. Л. 295]. Руководствуясь этим указом, с июня 1756 г. в крепостях, форпостах и редутах Колывано-Кузнецкой военной линии начался прием алтайских кочевников в русское подданство  Архивная копия от 28 января 2020 на Wayback Machine
1756 г. апреля 18. — Из рапорта командующего войсками на Колывано-Кузнецкой линии полковника Ф. И. Дегарриги командующему войсками на Сибирских линиях бригадиру И. И. Крафту о письме зайсана Омбы и др. о российском подданстве:  Архивная копия от 5 ноября 2019 на Wayback Machine
Мы, зайсанги, именуемые: Омбу, Сулзуйхай, Хутук, Намки, Боохол, Церин, Буктуш, Бурут, Намук, Намджил и Замсунак, со всеми нашими людьми желаем быть в подданстве Белаго царя, токмо ныне нас отсюда хотят взять и перевесть в другое место, и для того просим вскоре нас от того защитить. /л. 218об./
II

Напрежь сего мы, бывшие владения Галдан-Черена двенадцать зайсангов, пред сим посылали к вам с известным нашим письмом зайсанга Намку, тако ж и ныне мы, двенадцать зайсангов, со всеми нашими улусными людьми желаем быть в подданстве Белаго царя и с подвластных нам улусных наших людей будем платить ясак, какой по соизволению Белаго царя определён будет. И ежели Белой царь, когда в потребном случае нам, двенадцати зайсангам, соизволит повелеть на наш зенгорской /л. 219/ народ или куда в другое место нарядить в поход войско, то мы онаго войска в зимнее время по тысяче, а в летнее время по две тысячи человек немедленно будем отправлять, а мы, намерение имеющие быть в подданстве Белаго царя, двенадцать зайсангов состоим в тысяче пяти стах кибиток людей или, может быть, более или малым, чем меньше. И тако мы, двенадцать зайсангов, послали с сим Намку и руки проложил
В конце лета к Колыванской линии вышел с последними людьми своего отока зайсан Омбо
В августе в Бийск прибыли представители калмыцкого хана, чтобы уговорить алтайцев переселиться на Волгу. На встрече калмыцких посланцев и Дегарриги с Омбой и другими зайсанами и старшинами, находившимися на Колыванском заводе, было также зачитано фальшивое письмо, и получено их согласие на переселение.
Омбо, отправляет своих людей с остальными Алтайцами кол-вом 3989 человек Они были собраны в Бийске и в июне 1757 г. отправлены на Волгу. По дороге к ним присоединились алтайцы и ойроты, оказавшиеся в крепостях по Иртышской линии
Сам Омбо был оставлен в качестве аманата в Колыванской крепости
Менее чем через год, 9 февраля 1757 года, Омбо умер.

## Предание об Омбе
В селе Ябоган долго сохранялось предание об Омбо. Он происходил из сеока иркит и после своей гибели был похоронен в верховьях ручья, впадающего в реку Чарыш чуть выше села Кайсын и могила его, якобы, была вырублена в скале в виде ниши, куда и был перенесен покойный зайсан вместе со своими вещами. Затем нишу закрыли камнями, и его могила стала совершенно незаметна. (Сведения получены томским историком Шерстовой Л. И.)